# Phaenolobus koreanus
Phaenolobus koreanus är en stekelart som beskrevs av Tohru Uchida 1932. Phaenolobus koreanus ingår i släktet Phaenolobus och familjen brokparasitsteklar. Inga underarter finns listade i Catalogue of Life.